# Linh dương dik-dik Salt
Linh dương dik-dik Salt (Madoqua saltiana) là một loài động vật có vú trong họ Bovidae, bộ Artiodactyla. Loài này được de Blainville mô tả năm 1816.